# En streg
En streg er en dansk dokumentarfilm fra 2001 med instruktion og manuskript af Christina Rosendahl.

## Handling
En pige tager en graviditetstest.